# Borgerjournalistik
Traditionelle medier har ikke længere monopol på at producere journalistisk indhold, idet digitale teknologier har givet ophav til såkaldt borgerjournalistik, der er den danske betegnelse for det, som på engelsk tidligere er blevet kaldt participatory journalism, men hvorom der i dag bruges betegnelsen citizen journalism.
Borgerjournalistisk kan i mange tilfælde – når traditionelle medier samarbejder med borgerjournalister, eller når borgerjournalister samarbejder med hinanden – være initieret af crowdsourcing-projekter Der findes altså også rene borgermedier (citizen media), hvor indholdet produceres af ikke-journalister.
Endvidere har begivenheder som folkeprotesterne i Iran efter valget i 2009, Det Arabiske Forår samt borgerkrigen i Syrien gjort, at det i dag er almindeligt for traditionelle medier at bringe indhold (videoer, fotos m.v.), der er produceret af ikke-journalister.
Når professionelle journalister ikke selv kan få adgang til aktuelle områder for at producere indhold, indtager de professionelle journalister ofte en anden rolle, hvor de underviser borgerjournalister i journalistisk etik m.v. og/eller verificerer indhold, der oploades på internettet.  Det er fx med henblik på verifikation, at Jigsaw (tidl. Google Ideas) i 2016 har lanceret et online-redskab, "Montage", hvormed journalister kan samarbejde om at analysere videoer, der oploades på YouTube.
Borgerjournalister har således igennem de senere år vundet større anerkendelse.

## Definition
Der findes flere definitioner på borgerjournalistik:
Shayne Bowman og Chris WIllis har i We Media. How audiences are shaping the future of news and information (2003) defineret borgerjournalistisk som følger:
Participatory journalism: The act of a citizen, or group of citizens, playing an active role in the process of collecting, reporting, analyzing and disseminating news and information.
(Borgerjournalistik: Når en borger eller en gruppe af borgere bidrager aktivt ved indsamling, indrapportering, analysering og formidling af nyheder og information.)
Jay Rosen, der er adjunkt på Arthur L. Carter Journalism Institute på University of New York, og som bl.a. er forfatter til bogen What Are Journalists For? (1999), har foreslået en anden definition:
When the people formerly known as the audience employ the press tools in their possession to inform one another. That's citizen journalism.'
(Når borgere, der førhen blev betragtet som læsere/seere, anvender de publiceringsredskaber, som de har til rådighed, til at informere hinanden. Dette er borgerjournalistisk.)
"Journalist" er ikke en beskyttet titel, og en borgerjournalist er altså en ikke-uddannet journalist, der selv publicerer nyheder og information fx på en blog, skriver artikler m.v. til borgermedier eller på forskellig vis bidrager aktivt til indhold, som bliver bragt i traditionelle medier.

## Eksempler
Eksempler på crowdsourcing-projekter, der er blevet iværksat af traditionelle medier:
- "OffTheBus" (2007-2008): The Huffington Post indgik i et samarbejde med Jay Rosen's NewAssignment om at dække primærvalget og præsidentvalget. Her arbejdede en professionel redaktion i løbet af det 16 måneder lange projekt sammen med over 12.000 borgerjournalister.[12]
- "MP Expenses" (2009): I forbindelse med en skandale, hvor det var blevet afsløret, at britiske parlamentsmedlemmer havde krævet godtgørelse for udgifter, der vedrørte privatforbrug, offentliggjorde the House of Commons kvitteringer fra samtlige parlamentsmedlemmer for en 4-årig periode, og the Guardian bad dets læsere om hjælp til at gennemgå det omfattende materiale. Over 26.000 læsere deltog i projektet.[13] [14]
- "The Counted" (2015-): The Guardian, USA, har siden januar 2015 bragt oplysninger om politidræbte med tips fra læserne[15]. Initiativet er foranlediget af, at der i kølvandet på drabet på den 18-årige Michael Brown i byen Ferguson i Missouri i 2014 blev efterlyst en offentlig debat om politiets magtanvendelse på et oplyst grundlag.[16]

Eksempler på internationale borgermedier (citizen media):
- "Global Voices" (2004-)[17] (historier fra sociale medier, blogs og uafhængige medier - mediet drives af organisationen Global Voices Advocacy[18])
- "The Human Rights Channel on YouTube" (2012-)[19] (dokumentation af overgreb - indholdet på kanalen kurateres af organisationen Witness[20])
- "Bellingcat" (2014-)[21] (undersøgende borgerjournalistik om bl.a. borgerkrigen i Syrien - mediet er grundlagt af Eliot Higgins, der tidligere har blogget under navnet "Brown Moses"[22])

Eksempler på danske borgermedier:
- Modkraft (2000-)
- Gellerup.nu (2010-2018)
- Vollsmose Avisen (2008-)
- Brain Food (2016-)[23]